# 53 Komenda Odcinka Wałbrzych
53 Komenda Odcinka Wałbrzych – samodzielny pododdział Wojsk Ochrony Pogranicza.
53 Komenda Odcinka sformowana została w 1945 w strukturze organizacyjnej 11 Oddziału Ochrony Pogranicza. We wrześniu 1946 odcinek wszedł w skład Wrocławskiego Oddziału WOP nr 11. W 1948, na bazie 53 Komendy Odcinka sformowano Samodzielny Batalion Ochrony Pogranicza nr 81.

## Struktura organizacyjna
Struktura organizacyjna przedstawiała się następująco :
- dowództwo, sztab i pododdziały przysztabowe – Wałbrzych
- 245 strażnica w Łomnicy
- 246 strażnica w Kamionce
- 247 strażnica w Albinowie
- 248 strażnica w Lubawce
- 249 strażnica w Zaciszu z placówką w Budach Granicznych[c]